# Париж горить (фільм)
«Париж горить» (англ. Paris Is Burning) — американський документальний фільм 1990 року, створений режисеркою Дженні Лівінгстон. Прем'єра стрічки відбулася 13 вересня 1990 року на Міжнародному кінофестивалі у Торонто. На Берлінському кінофестивалі 1990 року фільм відзначено премії «Тедді» за найкращий документальний фільм .
У березні 2016 року фільм увійшов до рейтингу 30 найвидатніших ЛГБТ-фільмів усіх часів, складеному Британським кіноінститутом (BFI) за результатами опитування понад 100 кіноекспертів, проведеного до 30-річного ювілею Лондонського ЛГБТ-кінофестивалю BFI Flare.

## Зміст
Фільми розповідає про життя, кохання та мрії нью-йоркських геїв, темношкірих і латиноамериканських трансвеститів і транссексуалів у 1980-х роках. Самі вони називають себе «дітьми» і сподіваються на толерантність оточення до себе. У них два світи: день, який є світом бідності й дискримінації для продавців, кур'єрів, безробітних або повій, та ніч — світ яскравого шоу з танцями, нарядами й свободою власної гей-культури в нічному клубі, у своїй компанії…

## У фільмі знімалися
| Андре Крістіан |
| Доріан Корі    |
| Паріс Дюпре    |
| Пеппер Лабейя  |
| Віллі Нінджа   |
| Сенді Нінджа   |
| Ейлін Форд     |
| Евіс Пендавіс  |

## Визнання
| Нагороди та номінації фільму «Париж горить» | Нагороди та номінації фільму «Париж горить»    | Нагороди та номінації фільму «Париж горить»      | Нагороди та номінації фільму «Париж горить» | Нагороди та номінації фільму «Париж горить» | Нагороди та номінації фільму «Париж горить» |
| Рік                                         | Кінофестиваль/кінопремія                       | Категорія/нагорода                               | Номінант                                    | Результат                                   |                                             |
| ------------------------------------------- | ---------------------------------------------- | ------------------------------------------------ | ------------------------------------------- | ------------------------------------------- | ------------------------------------------- |
| 1990                                        | Міжнародний ЛГБТ-кінофестиваль у Сан-Франциско | Приз глядацьких симпатій                         | Париж горить                                | Перемога                                    |                                             |
| 1990                                        | Асоціація кінокритиків Лос-Анджелеса           | Найкращий документальний фільм                   | Париж горить                                | Перемога                                    |                                             |
| 1991                                        | Берлінський міжнародний кінофестиваль          | Премія «Тедді» за найкращий документальний фільм | Париж горить                                | Перемога                                    |                                             |
| 1991                                        | Бостонське товариство кінокритиків             | Найкращий документальний фільм                   | Париж горить                                | Перемога                                    |                                             |
| 1991                                        | Спільнота кінокритиків Канзас-Сіті             | Найкращий документальний фільм                   | Париж горить                                | Перемога                                    |                                             |
| 1991                                        | Спільнота кінокритиків Нью-Йорка               | Найкращий документальний фільм                   | Париж горить                                | Перемога                                    |                                             |
| 1991                                        | Міжнародний кінофестиваль в Сіетлі             | Найкращий документальний фільм                   | Париж горить                                | Перемога                                    |                                             |
| 1991                                        | Кінофестиваль «Санденс»                        | Найкращий документальний фільм                   | Париж горить                                | Перемога                                    |                                             |
| 1992                                        | GLAAD Media Awards                             | Найкращий документальний фільм                   | Париж горить                                | Перемога                                    |                                             |
| 1992                                        | Національна спілка кінокритиків США            | Найкращий документальний фільм                   | Париж горить                                | Перемога                                    |                                             |